# 赫特
赫特，是西班牙安达卢西亚自治区格拉纳达省的一个市镇。总面积14平方公里，2001年人口普查總人口735人，人口密度每平方公里為53人。